# قوم‌لو
قوم‌لو (به لاتین: Qumlu) یک منطقه مسکونی در جمهوری آذربایجان است که در شهرستان گدابیگ واقع شده است.